# III. Zsigmond tornya (Wawel)

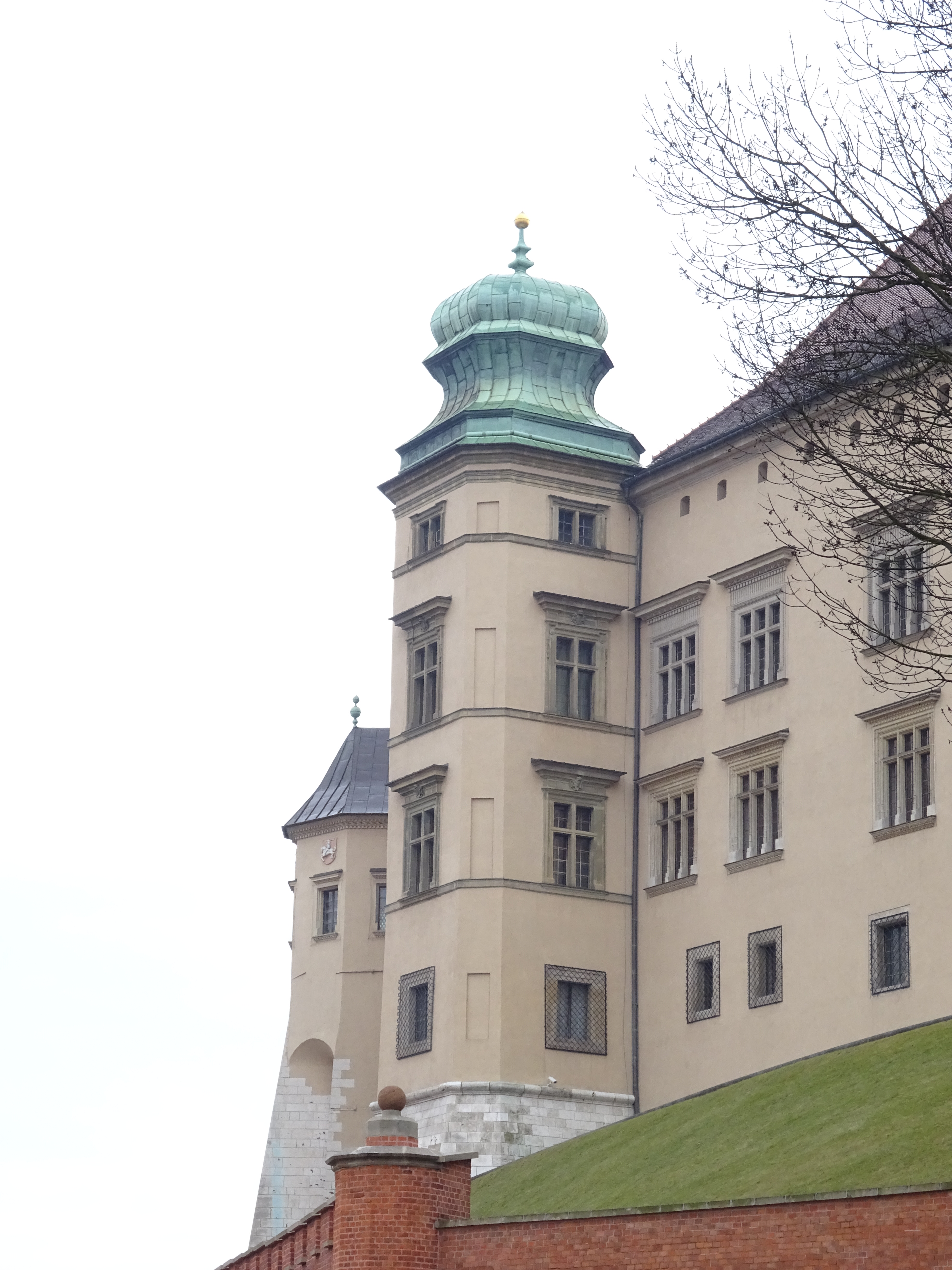
Látkép a Planty felől

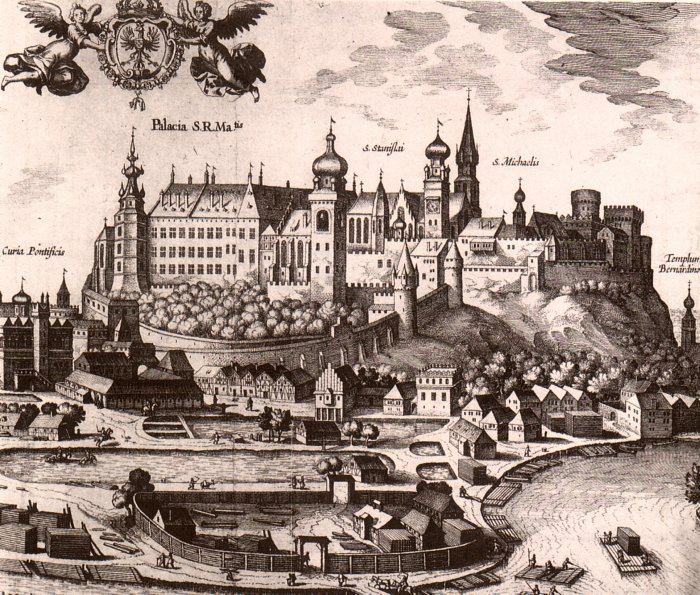
A Wawel látképe a 17. században

A Zsigmond-torony helye a Wawelben

A Zsigmond-torony (lengyelül: Wieża Zygmunta III Wazy) a waweli királyi palota négy lakótornyának egyike, a palota északkeleti oldalán. III. Zsigmond lengyel király parancsára Giovanni Trevano építész építette barokk stílusban, miután 1595-ben tűzvész miatt megsemmisült a palota egy része. A Civitates orbis terrarum hatkötetes atlasz egyik képe szerint 1617-ben a tornyon magas sisak volt. 1912-1914 és 1917-1920 között felújítási munkákat végeztek rajta.
A toronyban őrzik Sobienski János koronázási jelvényeit. A torony része a királyi palota múzeumának.

## Külső hivatkozások
- Kazimierz Kuczman: Wzgórze Wawelskie: Przewodnik; Krakkó, 1988.

## Fordítás
- Ez a szócikk részben vagy egészben a Wieża Zygmunta III Wazy na Wawelu című lengyel Wikipédia-szócikk ezen változatának fordításán alapul.  Az eredeti cikk szerkesztőit annak laptörténete sorolja fel. Ez a jelzés csupán a megfogalmazás eredetét és a szerzői jogokat jelzi, nem szolgál a cikkben szereplő információk forrásmegjelöléseként.